# 541487 Silviapablo
541487 Silviapablo este o planetă minoră (asteroid) din centura de asteroizi. A fost descoperită pe 25 iulie 2011 la  de . 
Obiectul prezintă o orbită caracterizată de o semiaxă mare de 2,4735928618831 UAi, o excentricitate de 0,084263333074265, o înclinație de 5,7288830920027 ° în raport cu ecliptica.